# 佩枯错
28°55′N 85°35′E / 28.917°N 85.583°E
佩枯错（藏語：པད་ཁུད་མཚོ，威利转写：pad khud mtsho）也作佩古错、泊古错、拉错新错，位于中国西藏自治区南部吉隆县境内，地处希夏邦马峰以北60公里，雅鲁藏布江以南40公里处，海拔4580米，面积284.4平方公里，为日喀则地区最大的湖泊。湖区受印度洋暖湿气流影响，降水较为丰沛。湖区年均气温2℃，年降水量300～400毫米。湖水主要依靠湖面降水和冰雪融水径流补给，主要入湖河流是东南岸入湖的巴日雄曲。